# Waggon- und Maschinenbau GmbH Donauwörth
La Waggon- und Maschinenbau GmbH Donauwörth est une ancienne compagnie allemande de construction de matériel ferroviaire et d'avion.

## Histoire
Créée en 1908 à Donauworth en Bavière, alors au sein de l'Empire allemand. En 1965, la société Bölkow devient l'actionnaire majoritaire. Elle fusionne au sein de Messerschmitt-Bölkow-Blohm en 1971, qui devient Deutsche Aerospace (DASA) en 1989.
En 1992, les divisions hélicoptères de DASA et d'Aérospatiale sont réunis au sein de la nouvelle société Eurocopter (ECD) basée à Donauwörth.